# Boszwenkgras
Boszwenkgras (Festuca altissima, synoniem: Drymochloa sylvatica) is een vaste plant die behoort tot de grassenfamilie (Poaceae). Boszwenkgras komt van nature voor in Europa en West-Azië. De soort is inheems in Wallonië. Het aantal chromosomen is 2n = 14. De soort lijkt veel op bosstruisriet (Calamagrostis arundinacea), maar heeft geen kafnaald op het onderste kroonkafje.
De dicht zodevormende plant wordt  40-100 cm hoog en heeft rechtopstaande stengels. Het hangende blad is 20 tot 60 cm lang en 5-15 mm breed. Aan de bovenkant is het blauwachtig groen en aan de onderkant groen. Het 5 mm lange tongetje is langwerpig en getand.
Boszwenkgras bloeit vanaf juni tot in augustus. De bloeiwijze is een 10-20 cm lange pluim. Het ovale, geelgroene aartje is 5-8 mm lang en heeft 3-5 bloemen. De smalle kafjes zijn ongelijk van lengte. Het onderste, 4-6 mm lange, spitse kroonkafje heeft drie nerven, waarvan er twee onopvallend zijn, waardoor het lijkt dat er maar één nerf is. 
De vrucht is een graanvrucht, die bovenaan behaard is.

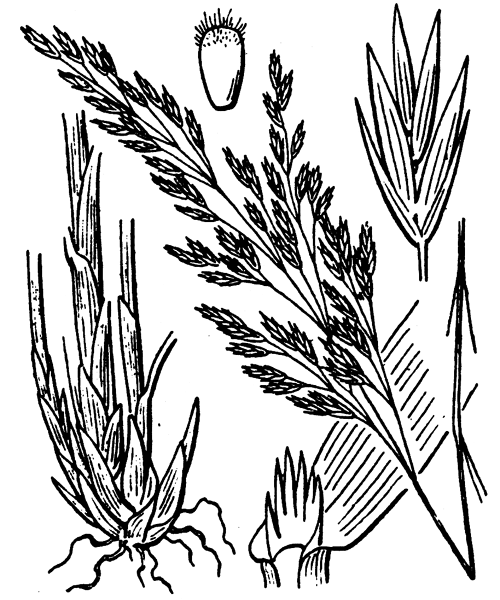
Illustratie
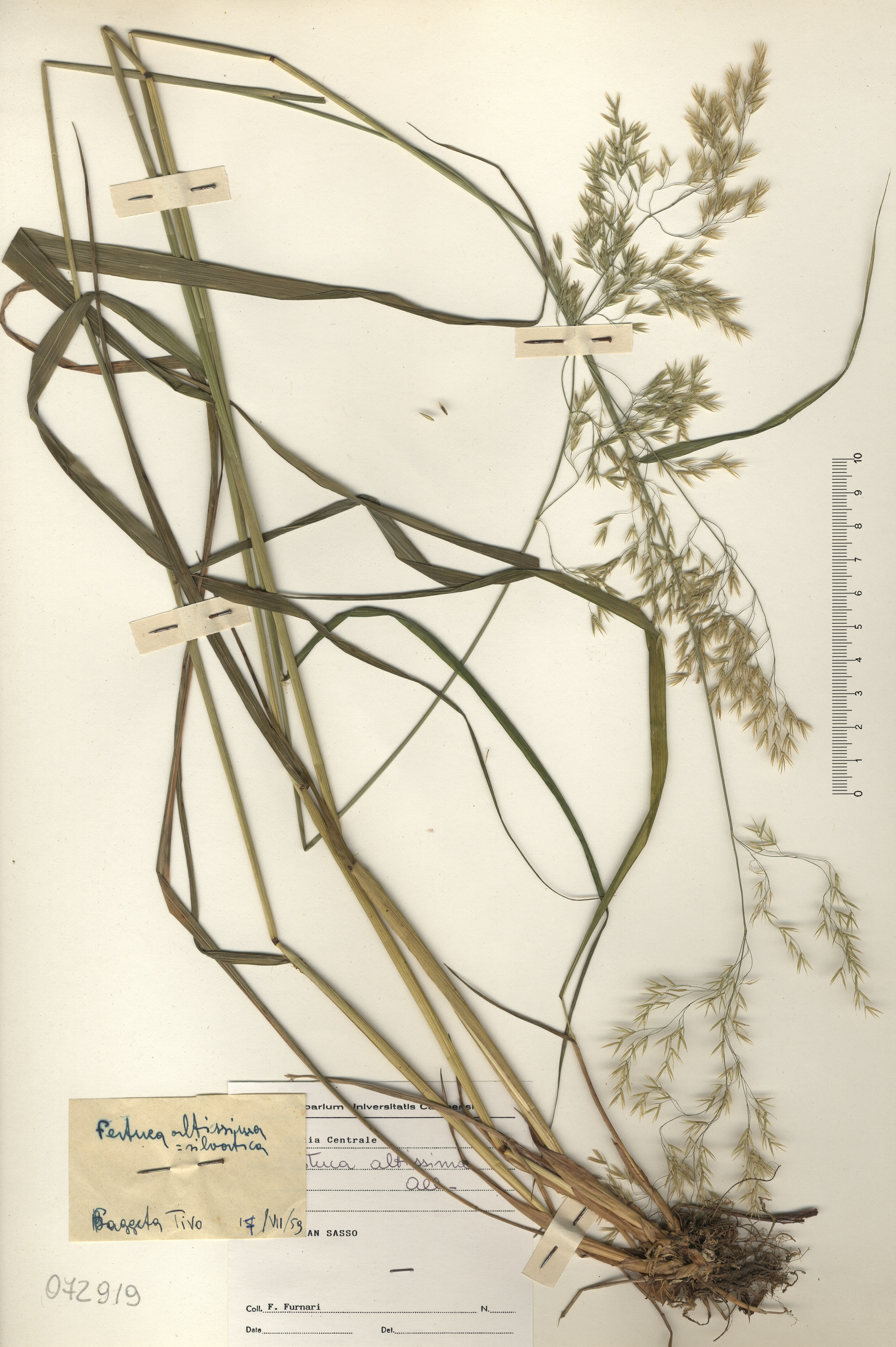
Herbarium exemplaar
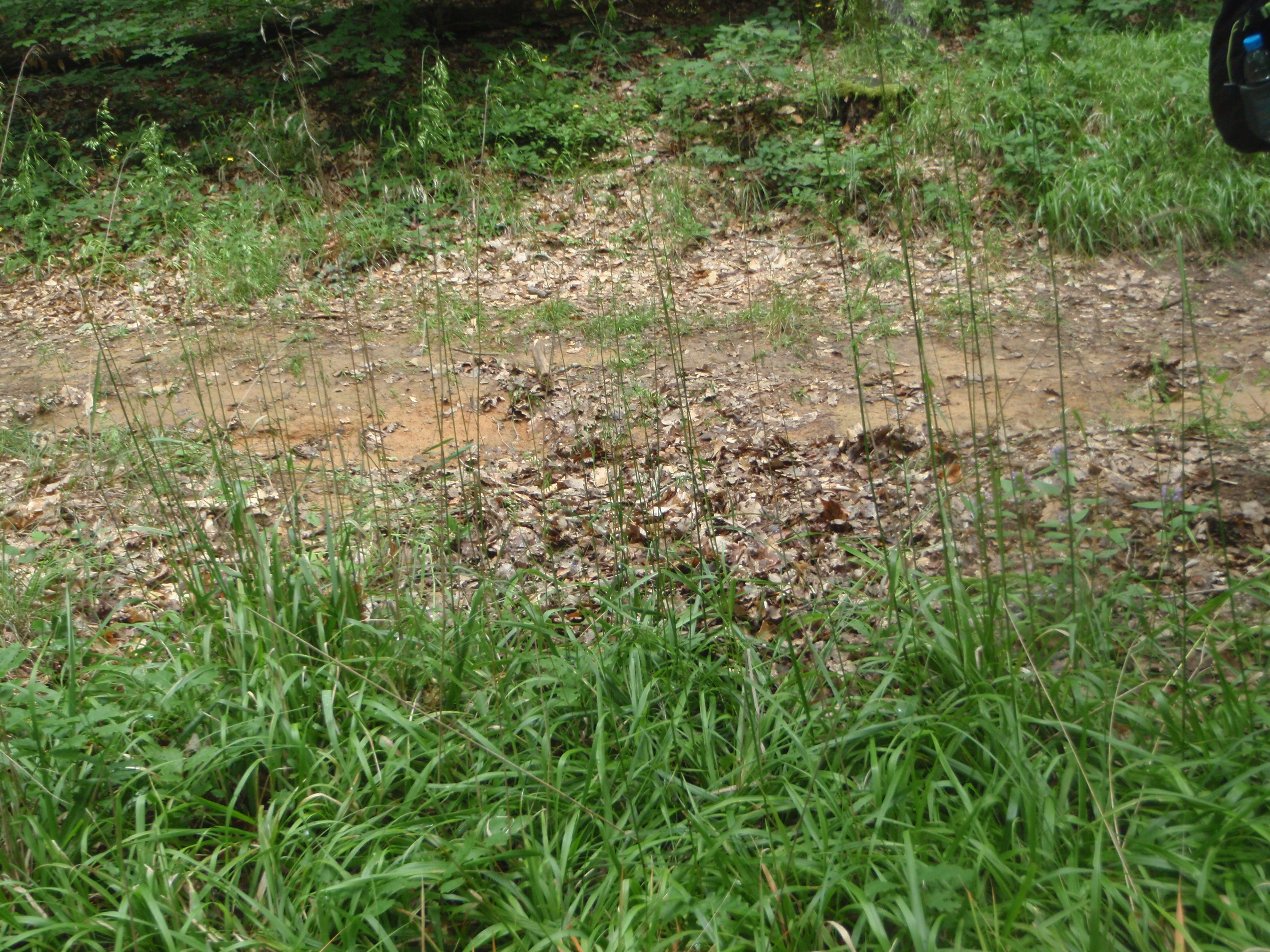
Planten
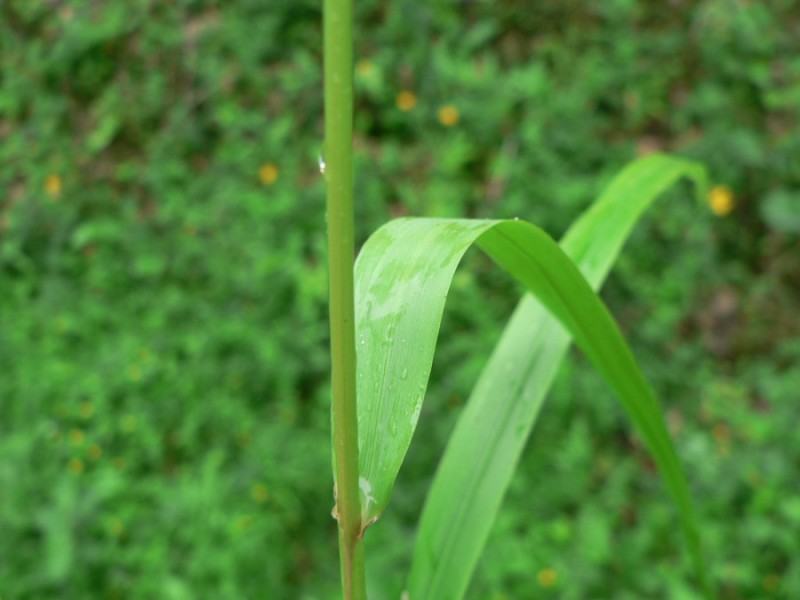
Tongetje
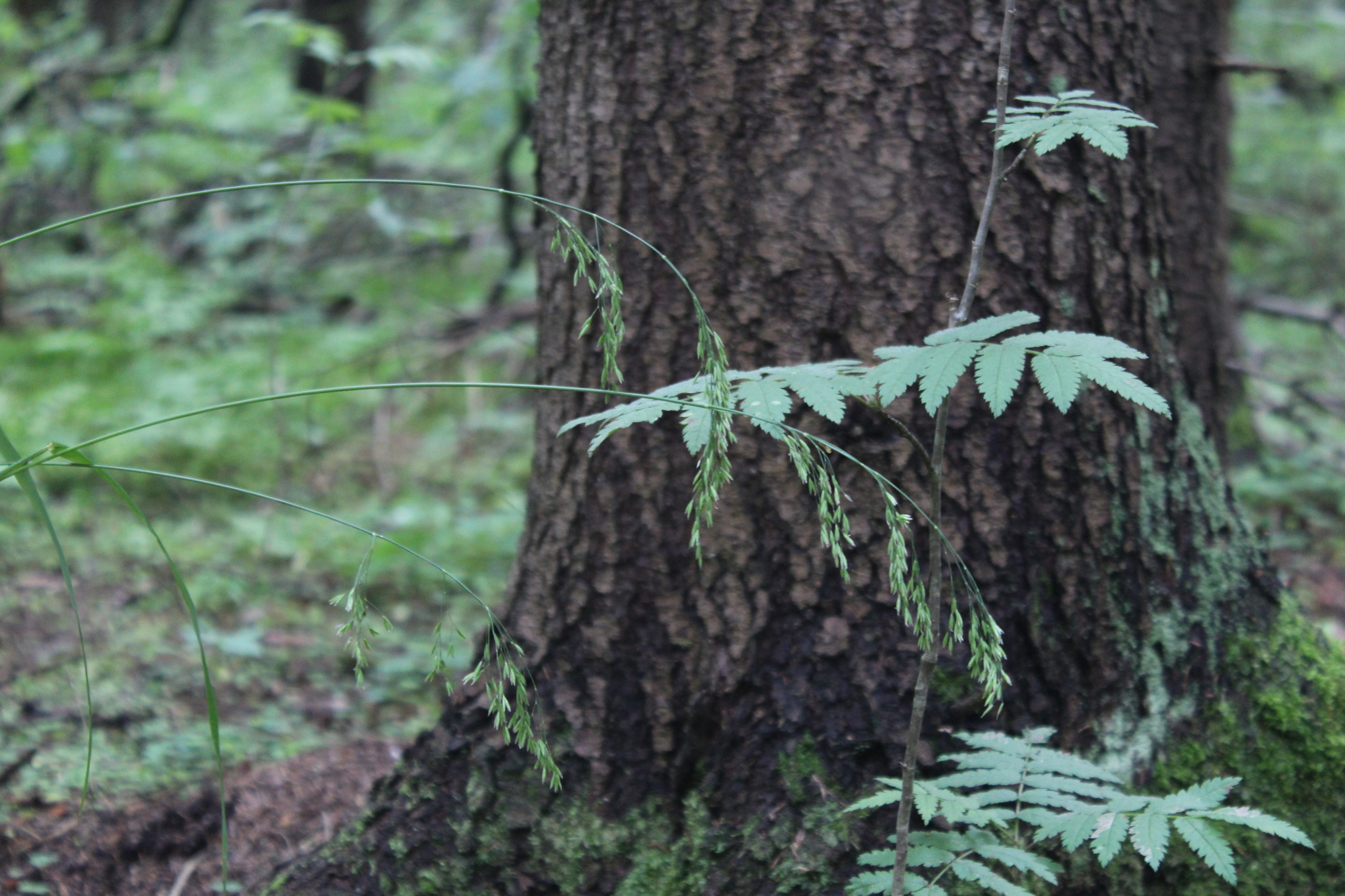
Bloeiwijze
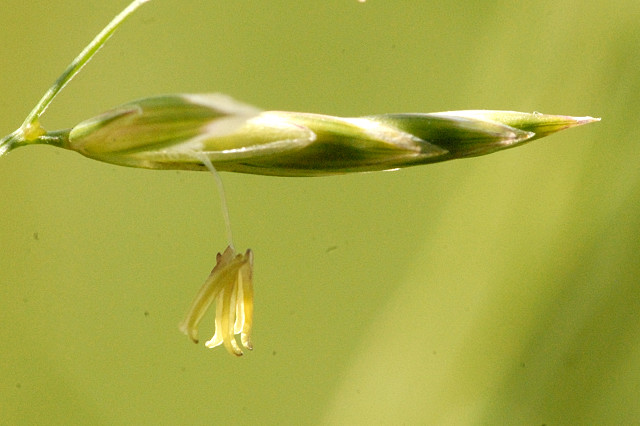
Aartje

Boszwenkgras komt voor in bossen op beschaduwde plaatsen op vochtige, voedselrijke grond.